# タルボット・ハウンド
タルボット・ハウンド（英：Talbot Hound）は、イギリスのイングランド原産のセントハウンド犬種である。単にタルボットと呼ばれることもあり、ブラッドハウンドとは対になる存在である。

## 歴史
11世紀にノルマン人がイングランドに持ち込んだ、ノルマン・ハウンドを改良して作られた。かつては貴族の鹿狩り用の犬として非常に名高く、いくつかの名家の家紋に刻まれるほど高貴な存在とされていた。勇敢で粘り強い性格は、ノルマン・ハウンドの先祖であるセント・ヒューバートから受け継いだものである。
長く隆盛の時代が続いたが、ベルギーから輸入された、共通の先祖を持つブラッドハウンドに人気を奪われ、更に鹿猟の人気が衰えることで頭数を大幅に減らしてしまった。その後人気は回復せず、18世紀の終盤から19世紀初頭ごろに絶滅してしまった。
絶滅してから暫く経つが、シンボルとしてのタルボッド・ハウンドは現在も人気が高い。

## 特徴
タルボットはブラッドハウンドに比べると皮膚のたるみが少ないうえ、それよりもやや細身である。耳は肩まで届くほど長い垂れ耳で、尾はサーベル形の垂れ尾。あごの力は強く、体は筋肉質で引き締まっている。頭部の形はややブラッドハウンドに似るが、マズルは先細りで長く、大きさもそれほど大きくない。首は長い。コートはスムースコートで、毛色はホワイトもしくは非常に薄いタン。大型犬サイズで、性格は忠実で勇敢、知的であったといわれている。